# Dane Bird-Smith
Dane Alex Bird-Smith (ur. 15 lipca 1992) – australijski lekkoatleta specjalizujący się w chodzie sportowym.
Uplasował się w pierwszej dziesiątce podczas mistrzostw świata do lat 17 (2009) i mistrzostw świata do lat 19 (2010). Złoty medalista mistrzostw Oceanii w 2012. Rok później zajął 11. miejsce na mistrzostwach świata w Moskwie. W 2015 zdobył złoty medal uniwersjady. Brązowy medalista igrzysk olimpijskich w Rio de Janeiro (2016) oraz szósty chodziarz światowego czempionatu w Londynie (2017). Mistrz igrzysk Wspólnoty Narodów (Gold Coast 2018).
Złoty medalista mistrzostw Australii.
Rekord życiowy w chodzie na 20 kilometrów: 1:19:28 (13 sierpnia 2017, Londyn).

## Osiągnięcia
| Rok  | Impreza                                | Miejsce        | Konkurencja      | Lokata      | Wynik    |
| ---- | -------------------------------------- | -------------- | ---------------- | ----------- | -------- |
| 2009 | Mistrzostwa świata juniorów młodszych  | Bressanone     | chód na 10 000 m | 8. miejsce  | 43:53,62 |
| 2010 | Mistrzostwa świata juniorów            | Moncton        | chód na 10 000 m | 5. miejsce  | 41:32,36 |
| 2012 | Puchar świata w chodzie                | Sarańsk        | chód na 20 km    | 43. miejsce | 1:25:41  |
| 2012 | Mistrzostwa Oceanii                    | Cairns         | chód na 10 km    | 1. miejsce  | 40:21    |
| 2013 | Mistrzostwa świata                     | Moskwa         | chód na 20 km    | 11. miejsce | 1:23:06  |
| 2014 | Puchar świata w chodzie                | Taicang        | chód na 20 km    | 14. miejsce | 1:20:27  |
| 2015 | Uniwersjada                            | Gwangju        | chód na 20 km    | 1. miejsce  | 1:21:30  |
| 2015 | Mistrzostwa świata                     | Pekin          | chód na 20 km    | 8. miejsce  | 1:21:37  |
| 2016 | Drużynowe mistrzostwa świata w chodzie | Rzym           | chód na 20 km    | 4. miejsce  | 1:19:38  |
| 2016 | Igrzyska olimpijskie                   | Rio de Janeiro | chód na 20 km    | 3. miejsce  | 1:19:37  |
| 2017 | Mistrzostwa świata                     | Londyn         | chód na 20 km    | 6. miejsce  | 1:19:28  |
| 2018 | Igrzyska Wspólnoty Narodów             | Gold Coast     | chód na 20 km    | 1. miejsce  | 1:19:34  |
| 2019 | Mistrzostwa świata                     | Doha           | chód na 20 km    | 15. miejsce | 1:32:11  |